# Pocé-sur-Cisse

Pocé-sur-Cisse este o comună în departamentul Indre-et-Loire, Franța. În 1 ianuarie 2022 avea o populație de 1.760 de locuitori.